# Vespa hirsutissima
Vespa hirsutissima är en getingart som beskrevs av Charles Joseph de Villers 1789. Vespa hirsutissima ingår i släktet bålgetingar, och familjen getingar. Inga underarter finns listade i Catalogue of Life.